# Козлов, Николай Ильич
Николай Ильич Козлов (18.12.1912 — 20.04.1971) — стрелок 967-го стрелкового Владимир-Волынского полка (273-я стрелковая Вежицкая дивизия, 22-й стрелковый корпус, 6-я армия, 1-й Украинский фронт), красноармеец, участник Великой Отечественной войны, кавалер ордена Славы трёх степеней.

## Биография
Родился 18 декабря 1912 года в селе Ракитное, ныне в составе Яготинского района Киевской области Украины. Из семьи крестьянина. Украинец.
Окончил 4 класса сельской школы. Работал на кирпичном заводе в городе Красный Луч Ворошиловградской (ныне Луганской) области. В 1935-1936 годах проходил срочную службу в Красной армии.
Вторично был призван в Красную армию в июне 1941 года Краснолученским районным военкоматом Ворошиловградской области Украинской ССР. Участник Великой Отечественной войны с июля 1941 года. Воевал на юго-Западном фронте. За первый год войны был ранен три раза. После третьего ранения на Харьковском направлении был демобилизован по инвалидности в 1942 году.
Однако сразу после освобождения родных мест приехал в Ракитное, «потерял» справку об инвалидности, явился в военкомат и вновь был призван в Красную армию Яготинским районным военкоматом Полтавской области Украинской ССР в сентябре 1943 года.
Пулемётчик 967-го стрелкового полка (273-я стрелковая дивизия, 3-я гвардейская армия, 1-й Украинский фронт) красноармеец Козлов Николай Ильич отличился в ходе Львовско-Сандомирской наступательной операции. 21 июля 1944 года в бою у населённого пункта Лудзин (Польша) заменил выбывшего из строя наводчика и уничтожил 3 немецких солдат. Был ранен, но остался в бою.
За образцовое выполнение боевых заданий Командования на фронте борьбы с немецкими захватчиками и проявленные при этом доблесть и мужество приказом частям 273-й стрелковой дивизии № 57/н от 26 июля 1944 года красноармеец Козлов Николай Ильич награждён орденом Славы 3-й степени.
Наводчик ручного пулемёта 967-го стрелкового полка красноармеец Козлов Николай Ильич вновь отличился на завершающем этапе той же операции, уже на Сандомирском плацдарме. В боях за удержание и расширение плацдарма на левом берегу реки Висла у населённого пункта Доротка (Польша) в августе 1944 года огнём из пулемёта истребил и рассеял до 25 вражеских солдат. В бою 9 августа 1944 года был ранен, но поля боя не покинул. Был представлен к награждению орденом Красной Звезды, но награда была заменена на орден Славы 2-й степени.
За образцовое выполнение боевых заданий Командования на фронте борьбы с немецкими захватчиками и проявленные при этом доблесть и мужество приказом войскам 3-й гвардейской армии № 121/н от 16 сентября 1944 года красноармеец Козлов Николай Ильич награждён орденом Славы 2-й степени.
Стрелок 967-го стрелкового полка красноармеец Козлов Николай Ильич вновь отличился в Нижне-Силезской наступательной операции. В жестоких боях на южной окраине города-крепости Бреслау (ныне Вроцлав Польша) 22 февраля 1945 года ему была поручена доставка боеприпасов в роту. Под сильным огнём несколько раз с тяжёлыми ящиками пробирался в свою роту, ведущую уличный бой, ни разу не сорвал доставку боеприпасов. Когда рота подверглась сильной контратаке врага и попала в окружение, вступил в бой и автоматным огнём истребил 6 солдат врага. После того, как было пробито кольцо окружение, на себе вынес под обстрелом с поля боя в полковой медпункт тяжело раненого командира роты.
За образцовое выполнение боевых заданий Командования на фронте борьбы с немецкими захватчиками и проявленные при этом доблесть и мужество приказом войскам 6-й армии № 023/н от 4 апреля 1945 года красноармеец Козлов Николай Ильич награждён орденом Славы 2-й степени. Указом Президиума Верховного Совета СССР от 27 марта 1965 года он был перенаграждён орденом Славы 1-й степени, став тем самым полным кавалером ордена Славы.
И этот подвиг оказался не последним. При дальнейшем штурме Бреслау, когда огнём очень выгодно расположенной пулемётной точки врага были прижаты к земле штурмовые группы, ползком по развалинам добрался до неё и забросал пулемёт гранатами, полностью уничтожив весь расчёт. Был представлен к награждению орденом Славы 1-й степени, однако Военный совет 6-й армии заменил награду на более высокий по статуту орден, наградив бойца орденом Красного Знамени.
В годы войны был несколько раз ранен: 28 августа и 14 ноября 1941 года, 12 марта 1942 года, 19 декабря 1943, 21 июля и 9 августа 1944 года.
В 1945 году демобилизован. Вернулся в город Красный Луч. Работал в путейно-транспортном управлении. С 1961 года жил в городе Новая Каховка Херсонской области Украинской ССР.
Умер 20 апреля 1971 года. 

## Награды
- Орден Красного Знамени (11.06.1945)[3]
- Орден Славы 1-й (27.03.1965)[4], 2-й (04.04.1945)[5] и 3-й (26.07.1944)[6] степеней
- медали, в том числе:
  - «За победу над Германией» (9 мая 1945[7])
  - «20 лет Победы в Великой Отечественной войне 1941—1945 гг.» (7 мая 1965[8])
  - «30 лет Советской Армии и Флота»[9]
  - «40 лет Вооружённых Сил СССР»[10]
  - «50 лет Вооружённых Сил СССР» (26 декабря 1967[11])

## Память
- На могиле установлен надгробный памятник.
- Его имя увековечено в Главном Храме Вооружённых сил России, и навсегда запечатлено на мемориале «Дорога памяти».